# Onondaga
 For alternative betydninger, se Onondaga (flertydig). (Se også artikler, som begynder med Onondaga)
Onondaga er en lille by, der fungerede som hovedstad for først Onondaga-stammen og senere som hovedstad og mødested for Irokeserføderationen. Byen ligger i Onondaga County, New York, men har flyttet sig vestpå siden dens grundlæggelse i for over 1000 år siden.
| Eksterne           | Eksterne                              |
| ------------------ | ------------------------------------- |
| County             | Onondaga County                       |
| Stat               | New York                              |
| Land               | Amerikas Forenede Stater (USA)        |
| Grundlæggelse      | Vides ikke                            |
| Historiske land(e) | Onondaga, Irokeserføderationen og USA |

## Navn
Onondaga er blevet opkaldt efter dets grundlæggers folk, Onondaga-stammen, og betyder på onondaga "oven på bakken". Det bliver udtalt helt lydret; "on-on-da-ga".

## Historie
Byen Onondaga blev grundlagt for over 1000 år siden af Onondaga-stammen og var det mest beboede område der. Omkring det 14. århundrede blev Irokeserføderationen grundlagt af de fem indianernationer Seneca, Cayuga, Oneida, Mohawk og Onondaga og Onondaga blev uofficielt hovedstad og mødested for de fem stammer, da Onondaga lå i midten af de fem stammer.
Under Den Amerikanske Revolution var Irokeserføderationen allierede med Storbritannien og kæmpede mod USA, men i april 1779 blev Onondaga mål for den kontinentale hær og Goose van Schaik ledte et angreb mod Onondaga. Alle indianerne flygtede ved synet af fjender og Goose van Schaik og hans hær ødelagde og brændte ca. 50 huse i byen.